# Jaka Lakovič
Jaka Lakovič, né le 7 septembre 1978 à Ljubljana, est un joueur puis entraîneur slovène de basket-ball. En tant que joueur, il évolue au poste de meneur.

## Biographie
En 2019, Lakovič est nommé entraîneur du Ratiopharm Ulm à la place de Thorsten Leibenath.
Le 17 juin 2022, il signe un contrat avec Gran Canaria évoluant dans le championnat d'Espagne.

## Club
- 1996-2001 :  KD Slovan Ljubljana
- 2001-2002 :  KK Krka Novo Mesto
- 2002-2006 :  Panathinaïkos Athènes
- 2006-2011 :  FC Barcelone
- 2011-2013 :  Galatasaray SK
- 2013-2014 :  SS Felice Scandone

## Palmarès

### Club
- Champion de Grèce 2003, 2004, 2005, 2006
- Vainqueur de la Coupe de Grèce 2003, 2005, 2006
- Champion de d'Espagne 2009, 2011
- Vainqueur de la Coupe du Roi 2007, 2010, 2011
- Vainqueur de la Supercoupe d'Espagne 2009, 2010
- Vainqueur de l'Euroligue : 2010

### Sélection nationale
- Championnat du monde masculin de basket-ball
  - e au Championnat du monde de basket masculin 2006 au Japon
- Championnat d'Europe
  - 6e au Championnat d'Europe 2005 en Serbie-Monténégro
  - Participation au Championnat d'Europe 2003 en Suède
  - Médaille d'argent du Championnat d'Europe de basket-ball masculin des 18 ans et moins 1998 à Varna

### Distinction personnelle
- MVP de la finale de la ligue ESAKE pour la saison 2004-2005
- MVP de la Coupe de Grèce de 2005

### Comme entraîneur
- Vainqueur de l'EuroCoupe 2022-2023 avec le CB Gran Canaria